# Cardiff International Sports Stadium
Het Cardiff International Sports Stadium (Welsh: Campws Chwaraeon Rhyngwladol Caerdydd) is een multifunctioneel stadion in Leckwith, een deel van de Cardiff in Wales. 
Het stadion werd geopend op 19 januari 2009. Bij de opening was de atleet Colin Jackson aanwezig. Dit stadion verving het oudere Cardiff Atletiekstadion. In het stadion is plaats voor 4.953 toeschouwers. 2.553 zitplaatsen en 2.400 staanplaatsen. 
Het stadion wordt vooral gebruikt voor atletiekwedstrijden. In het stadion ligt een grasveld voor voetbalwedstrijden en daaromheen een atletiekbaan.